# Nachal Gdora
Nachal Gdora nebo Nachal Gedora (hebrejsky: נחל גדורה, arabsky: Fura) je krátké vádí v Izraeli. Začíná v Zebulunském údolí mezi městy Kirjat Bialik a Kirjat Ata, přičemž odvodňuje nížinatou jižní část tohoto údolí směrem k jihozápadu. Míjí východní okraj zástavby Kirjat Bialik, přičemž na protějším břehu je lemuje volná zemědělsky využívaná krajina. Pak vstupuje do prostoru Haifského přístavu, kde ústí zprava do řeky Kišon, krátce před jejím vtokem do Středozemního moře.
Ve fragmentech volné krajiny se podél toku Nachal Gdora vyskytuje původní vegetace i drobná zvířena, včetně hnízdících ptáků jako slípka zelenonohá. Kvůli blízkosti hustě zalidněných oblastí aglomerace Haify se ovšem potýká se silným znečištěním. V září 2010 došlo při stavebních pracích poblíž Nachal Gdora k narušení hlavního kanalizačního potrubí a kontaminován byl i tok řeky Kišon, která přitom krátce předtím začínala jevit známky obnovy ekosystému, dlouhodobě do té doby narušovaného nečistotami.